# Johannes Suhm
Johannes Suhm (* 1977 in Offenburg) ist ein deutscher Schauspieler und Filmemacher.

## Leben
Suhm besuchte 2000 bis 2004 die Otto-Falckenberg-Schule in München.
Schon während des Studiums entstanden mehrere Hörspiele für den BR und er drehte verschiedene Kurzfilme (Mittwoch, Regie: Tim Trachte). Zuvor zog er 1996 für seinen Zivildienst nach Berlin, wo er zunächst einige Semester Theaterwissenschaften an der Freien Universität Berlin studierte.
Dort spielte er auch zum ersten Mal an der Studiobühne der FU in einer Inszenierung der Möwe von Anton Tschechow.
Im Jahr 2000 begann er sein Schauspielstudium in München, das er mit einer Hauptrolle in Fritz Katers Stück Zeit zu lieben, Zeit zu sterben unter der Regie von Peter Kastenmüller abschloss.
Direkt im Anschluss hatte er seinen ersten Auftritt als Alexander Schmorell im vielbeachteten Kinofilm Sophie Scholl – Die letzten Tage von Marc Rothemund.
Im Frühjahr 2004 gewann er den Preis als bester Nachwuchsschauspieler der Sat.1 Talent Class.
Zum Neubeginn des Hans Otto Theaters unter Uwe Eric Laufenberg wurde er in das Ensemble nach Potsdam engagiert, wo er in der Eröffnungsinszenierung der Uraufführung Lina von Markus Hille in der Hauptrolle „Savigny“ zu sehen war und als „Napoleon“ in Gisbert Jäkels Aufführung von Tolstois Krieg und Frieden am historischen Schauplatz der Französischen Kirche. Darüber hinaus spielte er an der Seite von Katharina Thalbach in der Inszenierung von Frau Jenny Treibel den Sohn Leopold Treibel. Mit der Rolle des Edmund Tyrone in Eines langen Tages Reise in die Nacht, zusammen mit Angelika Domröse als die morphiumsüchtige Mutter Mary, verließ er das Theater Potsdam wieder.
Es folgten zahlreiche Kino- und Fernsehrollen. 2006 spielte er im Fernsehspiel Ein Ferienhaus auf Ibiza von Marco Serafini seine erste Hauptrolle und war danach immer wieder in Filmen zur deutschen Geschichte zu sehen: Als Thorwald Proll in Der Baader Meinhof Komplex von Uli Edel, als Helmut Kohls Jugendfreund Egon Augustin in Thomas Schadts Filmbiografie über den ehemaligen Kanzler, oder auch in Stefan Krohmers Dutschke.
2011/12 spielte er den expressionistischen Maler George Grosz in Bernd Fischerauers Dokumentardramen Die Konterrevolution & Die Machtergreifung. Im Frühjahr 2011 stand er zuletzt als der Vorleser Friedrich des Großen, Henri de Catt, für den Fernsehfilm Friedrich – ein deutscher König vor der Kamera.
2019 spielt er eine Hauptrolle in der Verfilmung von Benjamin Blümchen. Als Theaterschauspieler arbeitete er nach seinem ersten Engagement am Hans Otto Theater Potsdam vermehrt in der freien Szene. Er war wiederholt im Theaterhaus Gessnerallee Zürich zu sehen, dem Ballhaus Ost in Berlin oder dem Hoch X in München. Mit dem Schweizer Regisseur Tobias Bühlmann verbindet ihn eine langjährige Zusammenarbeit, so wirkte zuletzt u. a. in dessen Paranoid bei den Züricher Festspielen mit. Suhm ist auch Regisseur der Dokumentarfilme "New Offenburg" und "Einschlägige Personen – ein Film über Sucht", die er auch selbst produzierte.  2020 hatte sein Spielfilmdebüt "Der Mann der die Welt aß" nach Nis Momme Stockmanns gleichnamigen Theaterstück Uraufführung auf den 54. Hofer Filmtagen. Der Film kam im April 2022 in die deutschen Kinos.

## Theater (Auswahl)
Von 2004 bis 2006 war er Ensemblemitglied am Hans Otto Theater in Potsdam:
- LINA – Uraufführung – (Rolle: Savigny)
- Krieg und Frieden – von Leo Tolstoi – (Rolle: Napoleon/Dolochow)
- Frau Jenny Treibel – von Theodor Fontane – (Rolle: Leopold Treibel)
- Himmelsleiter – Uraufführung – (Rollen: Anton Thiemich, Gefährte, Hans Schulz, Passant)
- Haus & Garten – (Rolle: Jake Mace)
- Die Dreigroschenoper – von Bertolt Brecht/Kurt Weill – (Rolle: Hakenfingerjakob)
- Mozart und Salieri – von Alexander Puschkin – (Rolle: Mozart)
- Herbertshof – Uraufführung – von Ralf-Günter Krolkiewicz – (Rolle: Roland)
- Eines langen Tages Reise in die Nacht –  von Eugene O’Neill – (Rolle: Edmund Tyrone)
- David Salz – von Katharina Schlender/Lea Rosh – (Rolle: jüdischer Häftling Benjamin)
- 2018 Paranoid Regie: Tobias Bühlmann Zürcher Festspiele / Gessnerallee Zürich
- 2019 Aesthetics of Colour Autor und Regie: Toks Körner Ballhaus Naunystraße[6]

## Kino und Fernsehen (Auswahl)
- 2004: Nicht meine Hochzeit
- 2004: Don Bosco
- 2005: Sophie Scholl – Die letzten Tage
- 2006: Vater Undercover – Im Auftrag der Familie
- 2007: SOKO Wismar (Fernsehserie, Folge Blindes Vertrauen)
- 2007: Das leichte Leben
- 2007: R. I. S. – Die Sprache der Toten (Fernsehserie)
- 2007: Im Namen des Gesetzes (Fernsehserie, Folge Nie wieder)
- 2008: Doctor’s Diary (Fernsehserie, Folge Hilfe, ich brauche ein Date)
- 2008: Ein Ferienhaus auf Ibiza
- 2008: Der Baader Meinhof Komplex
- 2009: Der Mann aus der Pfalz
- 2009: 13 Semester
- 2009: Liebe ist Verhandlungssache
- 2010: Lasko (Fernsehserie, Folge Der Verdacht)
- 2011: Konterrevolution – Der Kapp-Lüttwitz-Putsch 1920
- 2011: Einschlägige Personen – ein Film über Sucht
- 2011: SOKO Leipzig (Fernsehserie, Folge: Das Mädchen im Park)
- 2011: Friedrich – Ein deutscher König
- 2012: Die Machtergreifung
- 2012: Tatort – Tote Erde
- 2014: Weissensee
- 2014: New Offenburg
- 2015: Hitman: Agent 47
- 2019: Benjamin Blümchen
- 2020: In aller Freundschaft – Die jungen Ärzte (Fernsehserie, Folge Blickwinkel)
- 2020: Heldt (Fernsehserie, Folge Bochum Boys)
- 2020: Marie Brand und die Liebe zu viert
- 2021: Spätzle arrabbiata oder eine Hand wäscht die andere
- 2021: SOKO Leipzig (Fernsehserie, Folge: Die Königin)
- 2022: Breisgau – Nehmen und Geben (Fernsehreihe)
- 2022  Der Mann der die Welt aß
- 2023: SOKO Potsdam (Fernsehserie, Folge: Unter Kontrolle)
- 2024: In aller Freundschaft – Die jungen Ärzte (Fernsehserie, Folge Vaterfiguren)
- 2025: Spuren (Miniserie)